# Redman
Redman, nacido como Reginald Noble (Newark, Nueva Jersey, 17 de abril de 1970), es un rapero y actor estadounidense que se hizo popular como artista en Def Jam durante la década de 1990.

## Carrera
Después de que Erick Sermon del grupo EPMD descubriera a Redman haciendo un freestyle en un club de Nueva York, Sermon le añadió a la crew de MC's Hit Squad (junto con K-Solo, Erick Sermon, Das EFX y Keith Murray). Redman debutó como rapero en las canciones de EPMD "Hardcore" y "Brothers On My Jock", de su tercer álbum Business As Usual (Def Jam 1990). El álbum debut de Redman en Def Jam, Whut? Thee Album, entró en Top 50 de álbumes de Estados Unidos y consiguió el estatus de oro. La prominente revista de hip hop The Source nombró a Redman como el Artista de Rap del Año 1993.
La carrera de Redman en solitario continuó durante el resto de toda la década, con cada uno de sus álbumes vendiendo como mínimo medio millón de copias. Su estilo de rapear fuerte y único ha permanecido muy constante en todo momento, siendo influenciado por el p-funk. Además de los álbumes que ha lanzado en solitario, Redman es parte del grupo Def Squad (junto con Keith Murray y Erick Sermon), con los que lanzó en 1998 un álbum llamado El Niño. Con Method Man, miembro de Wu-Tang Clan con el que colabora con mucha regularidad, se conjuntó para lanzar en 1999 el álbum Blackout!. Redman ha colaborado con muchos artistas, tanto de rap como de otros géneros, como Wyclef Jean, Snoop Dogg, Scarface, The Offspring, Eminem, Limp Bizkit, Gorillaz, D'Angelo, Me'shell Ndegeocello, 2Pac, Jodeci, Cypress Hill, The Oak Ridge Boys, De La Soul, A Tribe Called Quest, KRS-One, Beverley Knight, IAM, Pink y Christina Aguilera. En 2002 colaboró con Christina Aguilera en su éxito "Dirrty", ayudándole a ser más popular en el panorama musical. 
En 2005 apareció en el sencillo "I Still Need You" de Conway Twitty. Tras la liberación de su último álbum de estudio, Redman ha tenido contentos a sus fanes con la grabación del mixtape Ill At Will, en el que aparecen varios miembros de su crew Gilla House, incluidos Saukrates & Icarus. También apareció en la película el hijo de chucky en 2004.

## Alias
- Funk Doc / Funk Doctor / Funk Doctor Spock
- Doc
- Red
- Reggie / Reggie Noble
- Soopaman / Soopaman Luva
- Uncle Kwiley
- Red Man
- Jamal King
- Sniper

## Discografía

### Álbumes
- 1992: Whut? Thee Album
- 1994: Dare Iz a Darkside
- 1996: Muddy Waters
- 1998: Doc's Da Name 2000
- 1998: El Niño (álbum de Def Squad) (con Def Squad)
- 1999: Blackout! (con Method Man)
- 2001: Malpractice
- 2007: Red Gone Wild
- 2009: Blackout! 2 (con Method Man)
- 2010: Reggie
- 2013: Muddy Waters II: Even Muddier
- 2013: Blackout! 3 (con Method Man)
- 2024: Muddy Waters Too

### Sencillos
- 1992: "Blow Your Mind"
- 1993: "Time 4 Sum Aksion"
- 1993: "Tonight's da Night"
- 1994: "Rockafella"
- 1995: "Can't Wait"
- 1995: "How High" (con Method Man)
- 1996: "It's Like That (My Big Brother)"
- 1997: "Pick It Up"
- 1997: "Whateva Man"
- 1998: "I'll Bee Dat!"
- 1999: "Da Goodness"
- 1999: "Let Da Monkey Out"
- 2001: "Let's Get Dirty (I Can't Get in Da Club)"
- 2001: "Smash Sumthin'"
- 2007: "Put It Down"
- 2009: "A Yo" (con Method Man)
- 2009: "Mrs. International" (con Method Man)

## Filmografía
- 1999: Colorz of Rage
- 1999: PIGS
- 2000: Boricua's Bond
- 2001: Statistic: The Movie
- 2001: How High
- 2002: Stung
- 2003: Thaddeus Fights the Power!
- 2003: Scary Movie 3 Redman
- 2004: Metod & Red
- 2004: Seed of Chucky Redman
- TBA: The Return of the living Dead